# كأس اليونان 1949–50
كأس اليونان 1949–50 (باليونانية: Κύπελλο Ελλάδος ποδοσφαίρου ανδρών 1949-50) هو الموسم 8 من كأس اليونان. أشرف على تنظيمه الاتحاد الإغريقي لكرة القدم، وفاز فيه أيك أثينا.